# Парадайс (Калифорния)
Парадайс (на английски: Paradise) е град в окръг Бют, щата Калифорния, САЩ. Парадайз е с население от 26 551 жители (оценка, 2016) и обща площ от 47,3 km². Намира се на 542 m надморска височина. ZIP кодовете му са 95967, 95969, а телефонният му код е 530.
По-голямата част от града е унищожена от пожар на 8 ноември 2018 г., след като селището е застигнато от бързо движещ се горски пожар, който в този ден убива най-малко 42 души и разрушава най-малко 7177 постройки, 6453 от които жилища.